# Yarīm
Yarīm (arabisch يريم) ist eine Stadt im Gouvernement Ibb im Südwesten des Jemen. Im Jahr 2004 hatte die Stadt 46.964 Einwohner.
Die Stadt liegt inmitten des Jemenitischen Hochlands auf einem Plateau, nahe dem Massiv des Dschebel Sumārah in einer Höhe von über 2600 M. ü. M. Während der Herrschaftszeit der altsüdarabischen Könige von Himyar (etwa vom 1. Jahrhundert v. Chr. bis 570 n. Chr.) lag Yarīm im Herzen deren Herrschaftsgebiets. Die Hauptstadt der himyarischen Konföderation (110 v. Chr. bis 545/570 n. Chr.) Zafar liegt knapp 15 km südlich von Yarīm.
Im Juli 1763 hielt sich der Forschungsreisende Carsten Niebuhr mit seinem aufgrund der Folgen tropischer Krankheiten dezimierten Team für eine Woche in der Stadt auf, möglicherweise mit dem Ansinnen, die alte himyarische Hauptstadt Zafar aufzusuchen. Ein nach einer Zeichnung Niebuhrs angefertigter Kupferstich zeigt das Dorf Menach, Teil von Alt-Yarim, in welchem die Forschungsgruppe Unterkunft fand.
Etwa 15 km vor den Toren der Stadt liegt die kleine Moschee von Ṣarḥah. Sie datiert aus der frühen islamischen Zeit, aus dem 10. oder erst dem 11. Jahrhundert n. Chr. (je nach Quelle) und besitzt fünf erhöhte Lichtluken vom Typ der Bauweise der Moschee von Schibam Kaukaban.
Die Stadt ist heute Zwischenstopp auf der Nord-Süd-Strecke von Sanaa nach Taʿizz und lokales Handelszentrum.